# راشيل هنتر
راشيل هنتر (بالإنجليزية: Rachel Hunter)‏ (و. 1969 – م) هي ممثلة، وعارضة، من نيوزيلندا.

## وصلات خارجية
- راشيل هنتر على موقع IMDb (الإنجليزية)
- راشيل هنتر على موقع ألو سيني (الفرنسية)
- راشيل هنتر على موقع أول موفي (الإنجليزية)
- راشيل هنتر على موقع قاعدة بيانات الأفلام السويدية (السويدية)
- راشيل هنتر على موقع إن إن دي بي (الإنجليزية)
- راشيل هنتر على موقع قاعدة بيانات الفيلم (الإنجليزية)
- راشيل هنتر على موقع كينوبويسك (الروسية)
- راشيل هنتر على موقع دليل عارضات الأزياء (الإنجليزية)